# Ehrennadel Dzierzynski-Sportler
Die Ehrennadel Dzierzynski-Sportler war eine Sportauszeichnung des Ministeriums für Staatssicherheit in der Deutschen Demokratischen Republik, die 1988 gestiftet wurde.
Die Verleihung der Nadel erfolgte, unabhängig vom Dienstgrad, an alle Angehörigen des Wachregiments Feliks Dzierzynski nach Erfüllung der Verleihungsbedingungen, die in der Erfüllung wehrsportlicher Aktivitäten bestand.
Die Ehrennadel ist vergoldet und zeigt auf einem stilisierten runden Lorbeerkranz ein schildförmiges, rot lackiertes Emblem, dessen abgerundete Spitzen über den Lorbeerkranz hinausgehen. In der Mitte des Schildes ist auf einem goldenen Medaillon das links blickende Kopfporträt von Feliks Dzierżyński zu sehen. Unter ihm prangt das goldene Abzeichen der Sportvereinigung Dynamo. Umschlossen wird das Porträt von der goldenen Umschrift: EHRENNADEL (oben) sowie DZIERZYNSKI (links) und SPORTLER (rechts). Die Rückseite der Ehrennadel ist glatt, zeigt eine waagerecht verlötete Nadel mit Gegenhaken.
Getragen wurde die Ehrennadel oberhalb der rechten Brusttasche an der Uniform über der Klassifizierungsspange, aber neben sonstigen erworbenen Bestenabzeichen.